# Direction des services de la Navigation aérienne

Paris : siège de l'échelon central de la DSNA à la DGAC (rue Henry-Farman).

Échelon central de la Direction des Opérations à Athis-Mons (Essonne).

En France, la direction des services de la Navigation aérienne (DSNA) est le principal prestataire de services de navigation aérienne. C'est un service de l'État rattaché à la direction générale de l'Aviation civile (DGAC), qui dépend elle-même du ministère chargé des Transports. La DSNA rend les services de gestion du trafic aérien (contrôle aérien, information de vol, alerte) dans 7 régions d'information de vol et 86 aérodromes de métropole et d'outre-mer. Elle rend les services d'information aéronautique et coordonne l'organisation des recherches et du sauvetage pour l'ensemble des espaces aériens français. La DSNA est l'organisme de contrôle aérien qui gère le plus grand nombre de vols en Europe, et l'un des principaux contributeurs du programme SESAR qui vise à construire le Ciel unique européen.

## Missions
La DSNA est chargée de fournir les services de la circulation aérienne, de communication, de navigation et de surveillance afférents, ainsi que les services d’information aéronautique, aux aéronefs évoluant en circulation aérienne générale dans l’espace aérien dont la gestion a été confiée à la France par l’organisation de l'aviation civile internationale et sur les aérodromes désignés par le ministre chargé de l’aviation civile.
- Métropole : principaux aérodromes, aéroports ; espace aérien national, au-dessus de la haute mer en Atlantique et en Méditerranée dans des zones que lui a confiées l’Organisation de l'aviation civile internationale, à l’exception des zones déléguées aux centres de contrôle de Genève et de Jersey.
- Outre-Mer : Antilles-Guyane, Saint-Pierre-et-Miquelon, Océan indien, Wallis-et-Futuna. Dans le cas de la Polynésie française et de la Nouvelle-Calédonie, les missions de services de navigation aérienne sont chapeautées par la direction de l'aviation civile locale, elles-mêmes sous l'autorité fonctionnelle du DGAC.

La DSNA est le premier prestataire de services de navigation aérienne en Europe, avec près de 3,3 millions de vols contrôlés en 2019 évoluant dans un espace aérien d'environ 1 000 000 km2. Avec 11 311 vols contrôlés le vendredi 12 juillet 2019, la DSNA a enregistré le record de trafic journalier en Europe. En 2019, le trafic contrôlé en France se composait de 51 % de survols, 36 % de vols internationaux (arrivée en provenance d'un autre pays vers la France ou départ de France à destination d'un autre pays) et 13 % de vols intérieurs.
La culture « sécurité » ainsi que la « culture juste »  est très présente auprès des personnels opérationnels dont la mission première est d'assurer la sécurité des vols. La DSNA est très engagée dans la transition écologique de la navigation aérienne en Europe. Elle s'est donné comme priorités de limiter la gêne sonore pour les populations survolées en dessous de 2 000 mètres autour des aéroports grâce à des profils de montée et de descente optimisés et de réduire les émissions gazeuses au-dessus de 3 000 mètres grâce à une gestion optimisée de l'espace aérien avec des routes plus courtes.

## Statut, certifications et affiliations
La DSNA est l'une des trois directions techniques de la direction générale de l’Aviation civile (DGAC), au même titre que la direction de la Sécurité de l'aviation Civile (DSAC) et la direction du Transport Aérien (DTA). Son statut actuel, défini par le décret 2005-20 du 28 février 2005, en fait un service à compétence nationale au sens du décret no 97-464 du 9 mai 1997. Les services qu'elle rend ont un caractère national dont l’exécution ne peut être déléguée à un échelon territorial, et ses missions ont un caractère opérationnel : elle est donc à mi-chemin entre une administration centrale et une administration déconcentrée. Son siège se trouve à Paris, au sein du bâtiment de la DGAC. Sa direction technique est à Toulouse, sa direction opérationnelle est à Athis-Mons, et elle possède des installations réparties sur le territoire en métropole et outre-mer.
La DSNA est prestataire de services de navigation aérienne (PSNA) au sens de l’article 2 du règlement de l'Union européenne no 549/2004 fixant le cadre pour la réalisation du ciel unique européen. Comme tous les PSNA en France, la DSNA est certifiée par la DSAC qui est l'organisme de surveillance désigné par la France dans le cadre du même règlement. La DSNA est par ailleurs certifiée ISO 9001 par Bureau Veritas Certification pour la fourniture des services de gestion du trafic aérien, de communication/navigation/surveillance et d'information aéronautique.
La DSNA est l'un des membres de l'entreprise commune SESAR qui gère le programme SESAR de recherche et développement en vue de constituer le Ciel unique européen. Elle est membre de l'Alliance A6 qui gère 72 % des infrastructures de navigation aérienne en Europe, ainsi que de la Civil Air Navigation Services Organisation (CANSO) qui rassemble les prestataires de services de navigation aérienne du monde entier. Avec ses homologues européens : DFS (Allemagne), Skeyes (Belgique), l'administration de la navigation aérienne du Luxembourg, LVNL (Pays-Bas) et Skyguide (Suisse), la DSNA est membre du bloc d'espace aérien fonctionnel FABEC, situé au carrefour des grands flux européens. Cette structure votée par les parlements de ces États vise à mutualiser les pratiques et les moyens entre ses membres pour apporter un service de contrôle aérien plus performant. 

## Organisation
L'organisation de la DSNA est fixée par l'arrêté du 28 décembre 2021 portant organisation de la direction des services de la navigation aérienne.
La DSNA est composé de quatre directions, d'une mission et d'un cabinet : 
- la Direction des Opérations (DO),
- la Direction de la Technique et de l'Innovation (DTI),
- la Direction de la stratégie et des ressources (DSR),
- la Direction de la sécurité (DSEC),
- la Mission de l'environnement (ME),
- et un cabinet (CAB).

La DO coordonne l'activité des entités suivantes  :
- centres de contrôle en-route (CRNA) situés à Loperhet (CRNA Ouest), Athis-Mons (CRNA Nord), Reims (CRNA Est), Aix-en-Provence (CRNA Sud-Est)  et Bordeaux-Mérignac (CRNA Sud-Ouest) ;
- services de la navigation aérienne de la Région parisienne (SNA RP), qui comprennent le CRNA Nord, l'organisme « Roissy-Le Bourget », l'organisme « Orly et Aviation générale » ;
- les services de la navigation aérienne Grand Sud-Ouest (SNA GSO), qui comprennent le CRNA Sud-Ouest, le SNA Sud-Ouest, le Service de l'Information Aéronautique (SIA) et  le Centre d'Exploitation des Systèmes de Navigation Aérienne Centraux (CESNAC), tous basés à Bordeaux-Mérignac ;
- dix Services de la Navigation Aérienne (SNA), services régionaux chargés du contrôle d’approche et du contrôle d’aérodrome. Leurs sièges respectifs sont localisés à Nantes-Atlantique (SNA Ouest), Lille-Lesquin (SNA Nord), Strasbourg-Entzheim (SNA Nord Est), Lyon-Saint-Exupéry (SNA Centre Est), Nice-Côte d'Azur (SNA Sud Est), Marseille-Provence (SNA Sud Sud Est), Bordeaux-Mérignac (SNA Sud Ouest) et Toulouse-Blagnac (SNA Sud) ; en outre-mer : Martinique Aimé Césaire - Le Lamentin (SNA Antilles-Guyane), Saint-Denis Gillot (SNA Océan Indien).

Par ailleurs, le service de l'aviation civile de  Saint-Pierre-et-Miquelon (SAC/SPM) dépend directement de la DSNA, mais ses règles de fonctionnement sont définies par la direction des opérations.
Sous tutelle technique et financière de la DGAC, la Direction de l'aviation civile de Nouvelle-Calédonie  (DAC NC), le service d'État de l'aviation civile en Polynésie française (SEAC/PF) et le service d'État de l'aviation civile à Wallis et Futuna bénéficient des politiques en ressources humaines et financières, ainsi que des règles techniques de la DSNA, afin d'assurer la prestation de service de navigation aérienne dans leurs territoires respectifs.
La DTI est chargée de la mise en œuvre des futurs concepts opérationnels et technologiques. Elle est responsable des contrats de développements et d'acquisition des systèmes opérationnels de la DSNA, dont elle assure, en partie, une maintenance centralisée.

## Le personnel
Les effectifs de la DSNA sont de 7 354 agents au 31 décembre 2019. La DSNA compte 3 717 ingénieurs du contrôle de la navigation aérienne (ICNA), 1 321 ingénieurs électroniciens des systèmes de la sécurité aérienne (IESSA) et 1 078 techniciens supérieurs des études et d’exploitation de l’aviation civile (TSEEAC) à cette même date. Dans le cadre des efforts généraux de réduction des effectifs de fonctionnaires, la DSNA observe une baisse régulière d’environ 1 % par an de ses effectifs depuis 2008. 7 % des agents de la DSNA exercent en outre-mer. Toutes catégories de personnel confondues, la DSNA compte 28 % de femmes et 72 % d'hommes.

## Financement
Le budget de la DSNA est établi dans le cadre d'un budget annexe (Contrôle et exploitation aériens), en tant que service de l’État non doté de la personnalité morale et réalisant une production de services donnant lieu au paiement de prestations. En 2018, le produit des redevances de navigation aérienne était de 1,69 milliard d'euros. Les comptes de la DSNA sont certifiés annuellement par un cabinet indépendant.
Les services de la DSNA sont financés essentiellement par les redevances de navigation aérienne payées par les opérateurs aériens qui effectuent des vols IFR. Il existe trois types de redevances : la redevance de route, la redevance pour services terminaux de la circulation aérienne (RSTCA) et la redevance océanique (ROC). La redevance de route rémunère l’usage des installations et services fournis pour les survols évoluant dans la zone géographique de compétence. La RSTCA rémunère les services de la navigation aérienne fournis à proximité des principaux aérodromes de métropole et d’outre-mer. La ROC rémunère l’usage des installations et services pour les vols évoluant dans les espaces aériens d'outre-mer. Le pavillon français représente près d'1/5e du montant des redevances en-route et la moitié du montant de la RSTCA en métropole. D'autres recettes proviennent de ventes de services telles que des prestations d'études et d'expertise pour des projets européens.
La taxe de l’aviation civile (TAC), prélevée pour chaque vol commercial, alimente par ailleurs le budget annexe Contrôle et exploitation aériens.

## Le ciel unique européen
Cette initiative européenne des États et de la Commission vise à moderniser la gestion des services de navigation aérienne pour les rendre plus performants. Sur le plan institutionnel, neuf blocs fonctionnels d'espace aérien ont été créés pour s'affranchir des frontières nationales et offrir « in fine » des services de qualité, compétitifs, aux compagnies aériennes. La France est engagée avec l'Allemagne, la Suisse, la Belgique, les Pays-Bas et le Luxembourg au sein du FAB Europe Central (FABEC), situé au cœur de l'Europe. Sur le plan technologique, la Commission européenne s'appuie sur le programme SESAR (Single European Sky ATM Research). Un partenariat public-privé associant l'ensemble des acteurs du secteur aéronautique travaille sur de nouveaux projets innovants. Cette Recherche & Innovation à l'échelle européenne est pilotée par la SESAR JU. Les projets retenus bénéficient de cofinancement européen. Lorsque le projet est considéré comme « mature » c'est-à-dire prêt à être déployé, il a le statut de « Solution SESAR ». Dans ce nouvel environnement européen, la DSNA prépare son avenir. Elle consacre 40 % de ses investissements à ses grands programmes techniques afin de répondre à ces nouveaux enjeux de modernisation.

## Les grands programmes d'investissements
Le programme de modernisation technique de la DSNA doté de 2 milliards d’euros sur la période 2010-2025 vise à :
- préparer l’avenir dans le cadre du programme européen SESAR (projets Free Route pour la navigation en espace supérieur, PBN pour les approches satellitaires, Remote Tower Centre pour le contrôle aérien à distance, U-space pour le nouvel environnement avec les drones…) ;

- mener à leur terme les grands programmes tels que la modernisation des systèmes de gestion de trafic aérien (4-FLIGHT pour les CRNA et SYSAT pour les Approches & Tours) tout en gardant à niveau et en conditions opérationnelles les systèmes existants ;

- développer des solutions techniques opérationnelles plus agiles, coopératives, numériques et innovantes dans un environnement permettant de réduire le temps de mise à disposition des innovations.